# 마라뇬흰이마카푸친
마라뇬흰이마카푸친(Cebus yuracus)은 꼬리감는원숭이과에 속하는 신세계원숭이의 일종이다. 페루흰이마카푸친 또는 안데스흰이마카푸친으로도 알려져 있다. 아마존 분지 상류에 서식하는 온순한 카푸친원숭이이다. 마라뇬흰이마카푸친은 산발머리카푸친과 같은 종으로 여겨졌는데, 산발머리카푸친원숭이는 당시 훔볼트흰이마카푸친원숭이의 아종으로 여겨졌지만, 미터마이어와 라이랜즈는 부블리의 유전학 연구를 바탕으로 별도의 종으로 분류했다.

## 특징
마라뇬흰이마카푸친은 콜롬비아 남부와 에콰도르 동부, 페루 북동부, 그리고 아마도 브라질 동부에 위치한 아마존 상류 분지의 습한 숲에 서식한다. 수컷은 머리와 몸길이가 약 43cm이고 꼬리 길이는 약 47cm이다. 암컷은 머리와 몸길이가 약 37cm이고 꼬리 길이는 약 45cm이다. 마라뇬흰이마카푸친은 때때로 에콰도르다람쥐원숭이와 혼합된 무리를 이루기도 한다.

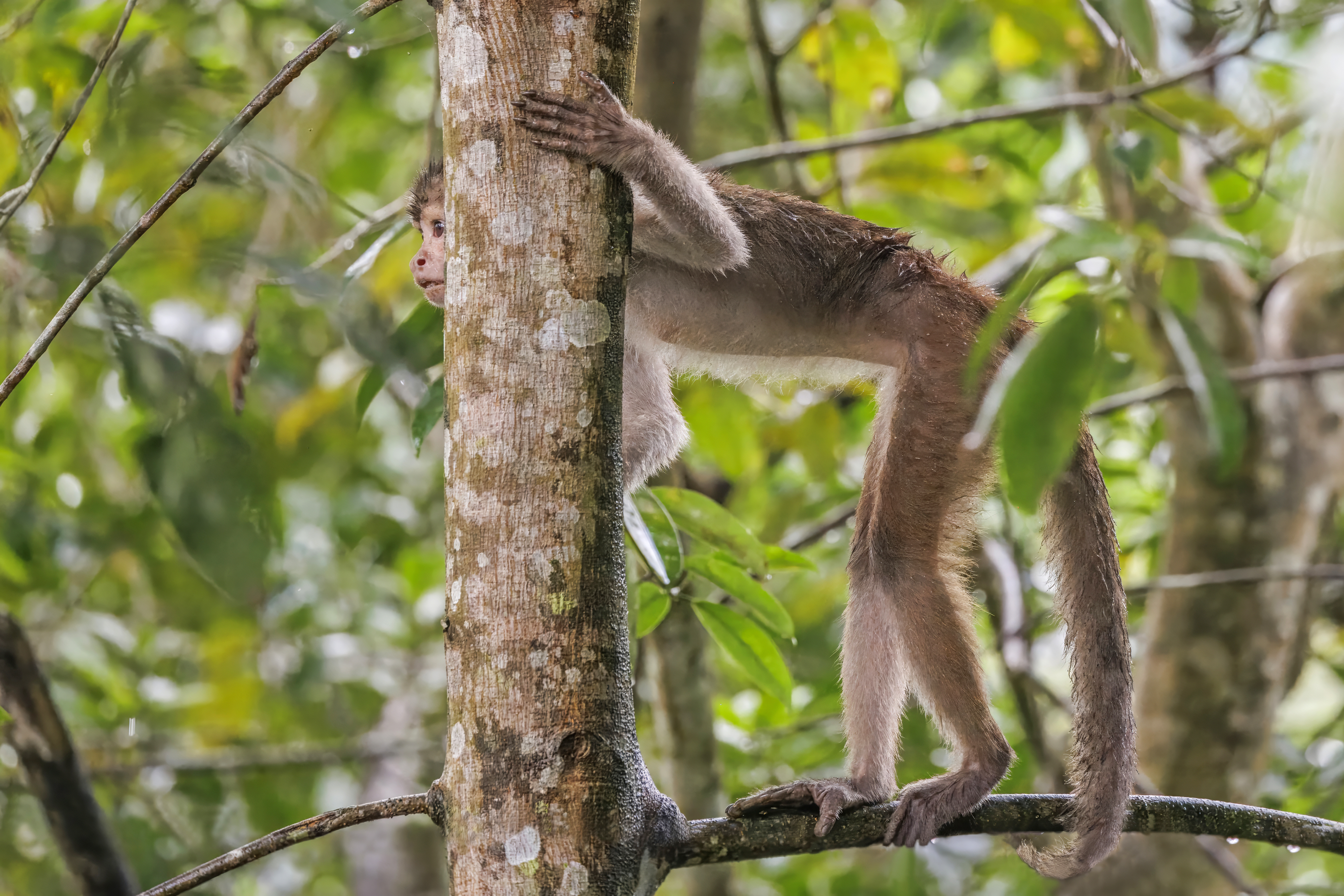
에콰도르 수쿰비오스주 나포강 근처의 마라뇬흰이마카푸친